# Station Nijverdal
Station Nijverdal is het station van de Overijsselse gemeente Hellendoorn en ligt in de gelijknamige woonkern Nijverdal. Het is gelegen aan de spoorlijn Zwolle – Wierden – Almelo. Het oorspronkelijke station werd op 1 januari 1881 geopend. Dit stationsgebouw werd in 1971 vervangen door een nieuw gebouw van het type Douma. In 2013 werd ook dit station afgebroken.
Het huidige station ligt met verdiepte perrons en sporen net buiten de Salland-Twentetunnel, aan de oostzijde. Behalve de normale in-/uitgang met trappen en een lift uitkomend op een voetgangersbrug heeft elk van beide perrons aan de tunnelzijde ook een trap omhoog naar een nooduitgang, uitkomend op een tweede viaduct.

## Vernieuwing station
Met de aanleg van de Salland-Twentetunnel waarin de weg en het spoor liggen is de spoorlijn over een lengte van ruim vier kilometer circa 25 meter naar het noorden verplaatst. Aan de westkant van het station Nijverdal kwam er bijna 1500 meter dubbelspoor bij. Ten oosten van het oude station, waar het spoor over de Regge gaat, bleef het enkelspoor.
Het station van Nijverdal is als gevolg van deze ingreep verplaatst.
Tijdens de bouw was een tijdelijk station station Nijverdal West in gebruik. In de periode 2009-2013 waren het oude en het tijdelijke station in gebruik, als eindpunten voor de treinen uit Enschede en Zwolle. De doorgaande stoptrein Zwolle - Almelo - Enschede was opgedeeld in een deel Zwolle - Nijverdal West en een deel Nijverdal - Almelo - Enschede. Sinds 1 april 2013 is de lijn, inclusief het nieuwe station, weer volledig in gebruik. De twee andere stations zijn definitief buiten gebruik gesteld.
Na de volledige voltooiing van Combiplan Rijksweg 35 is de treindienst op deze lijn aanbesteed. Sinds 10 december 2017 wordt het station bediend door treinen van Keolis.

## Afbeeldingen

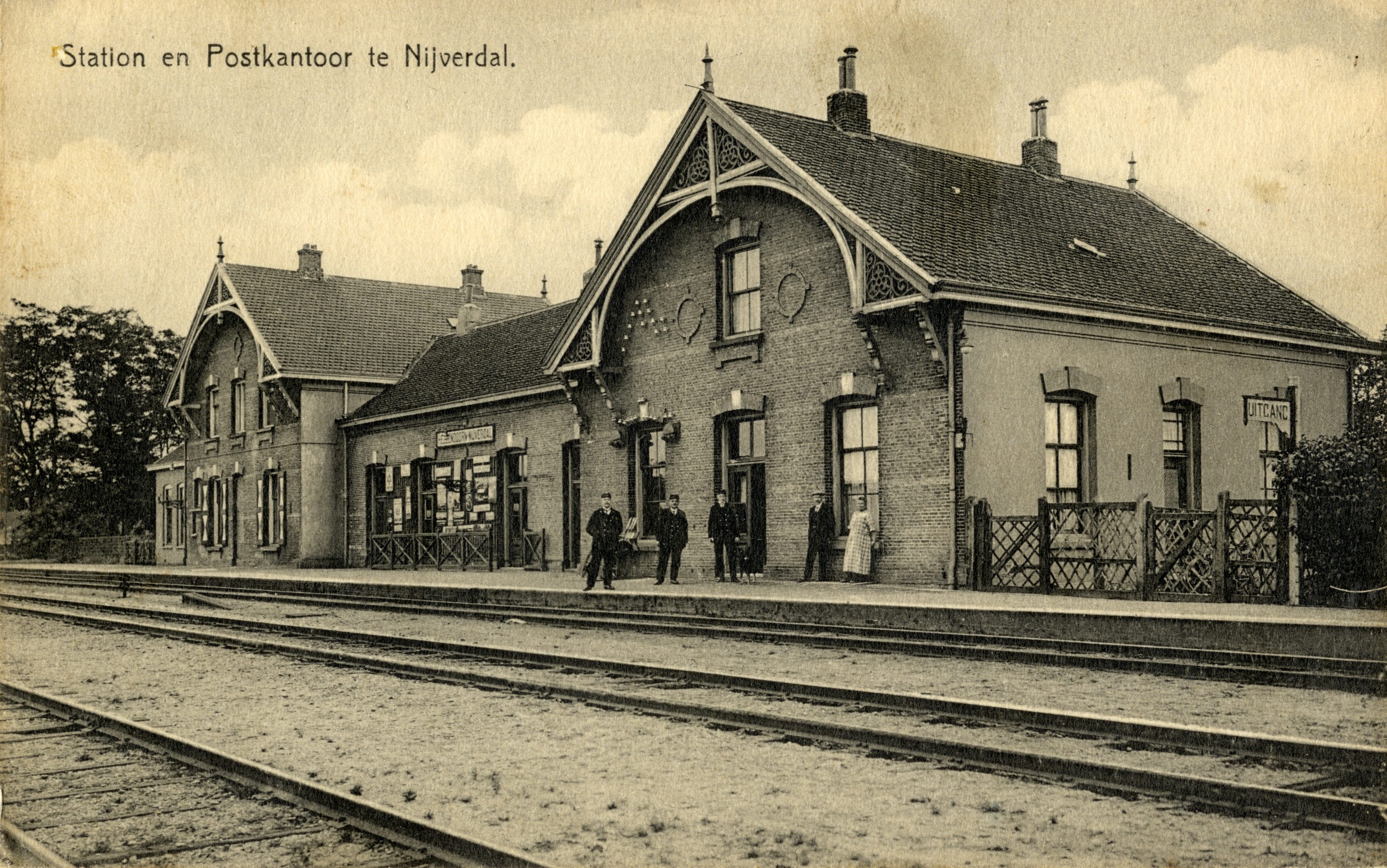
Station rond 1920-1928
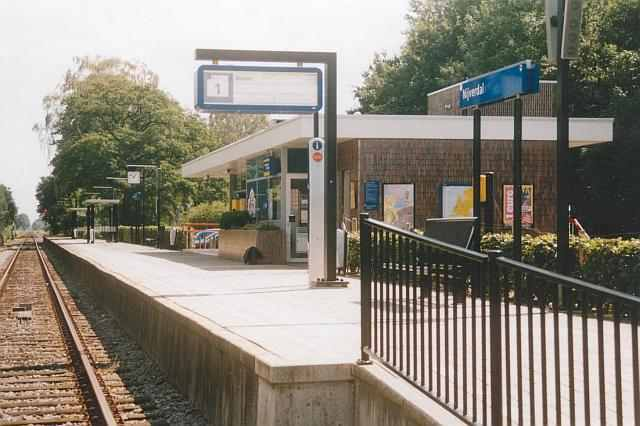
Het oude station Nijverdal (2004)
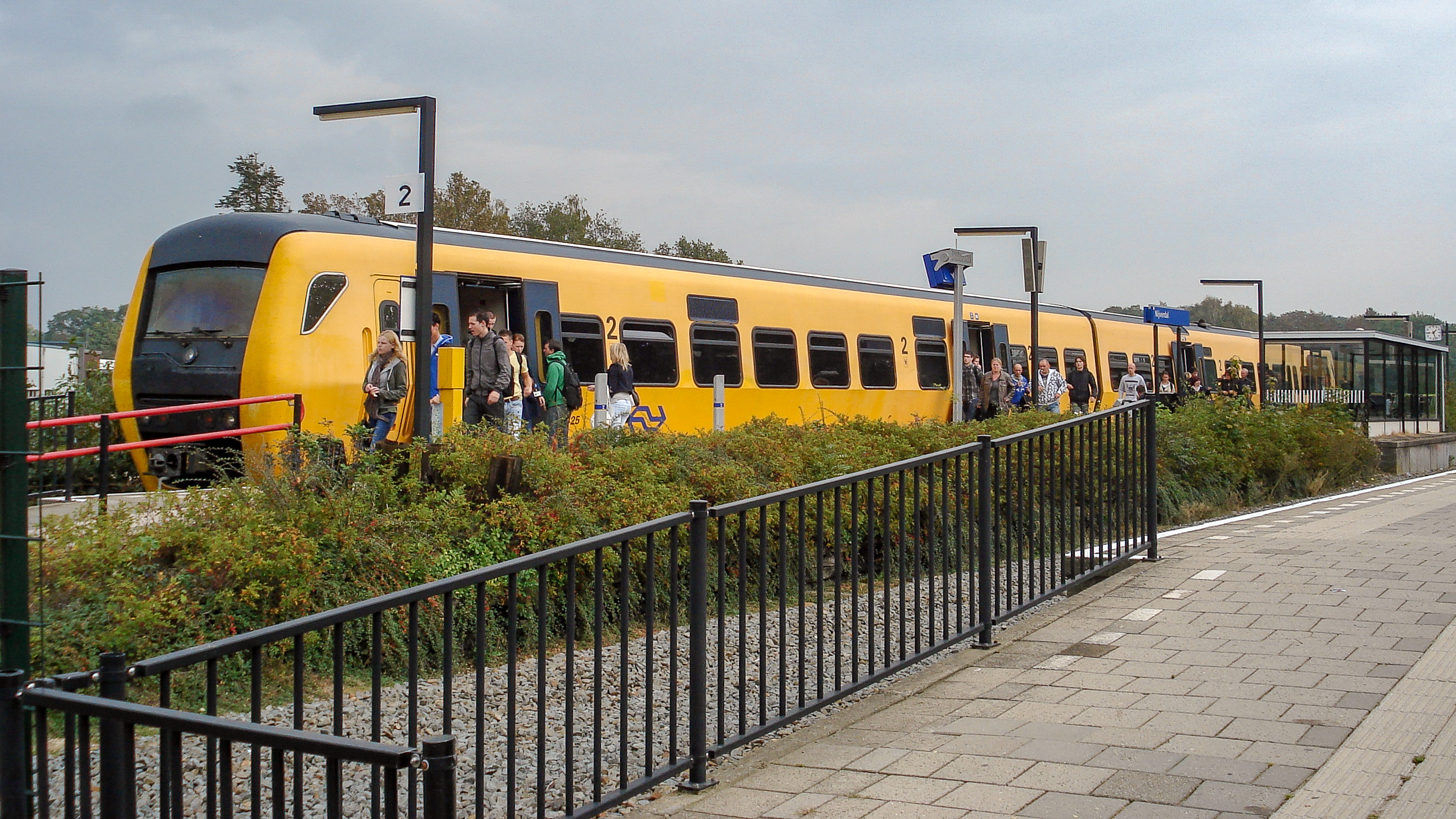
Buffel op het oude station
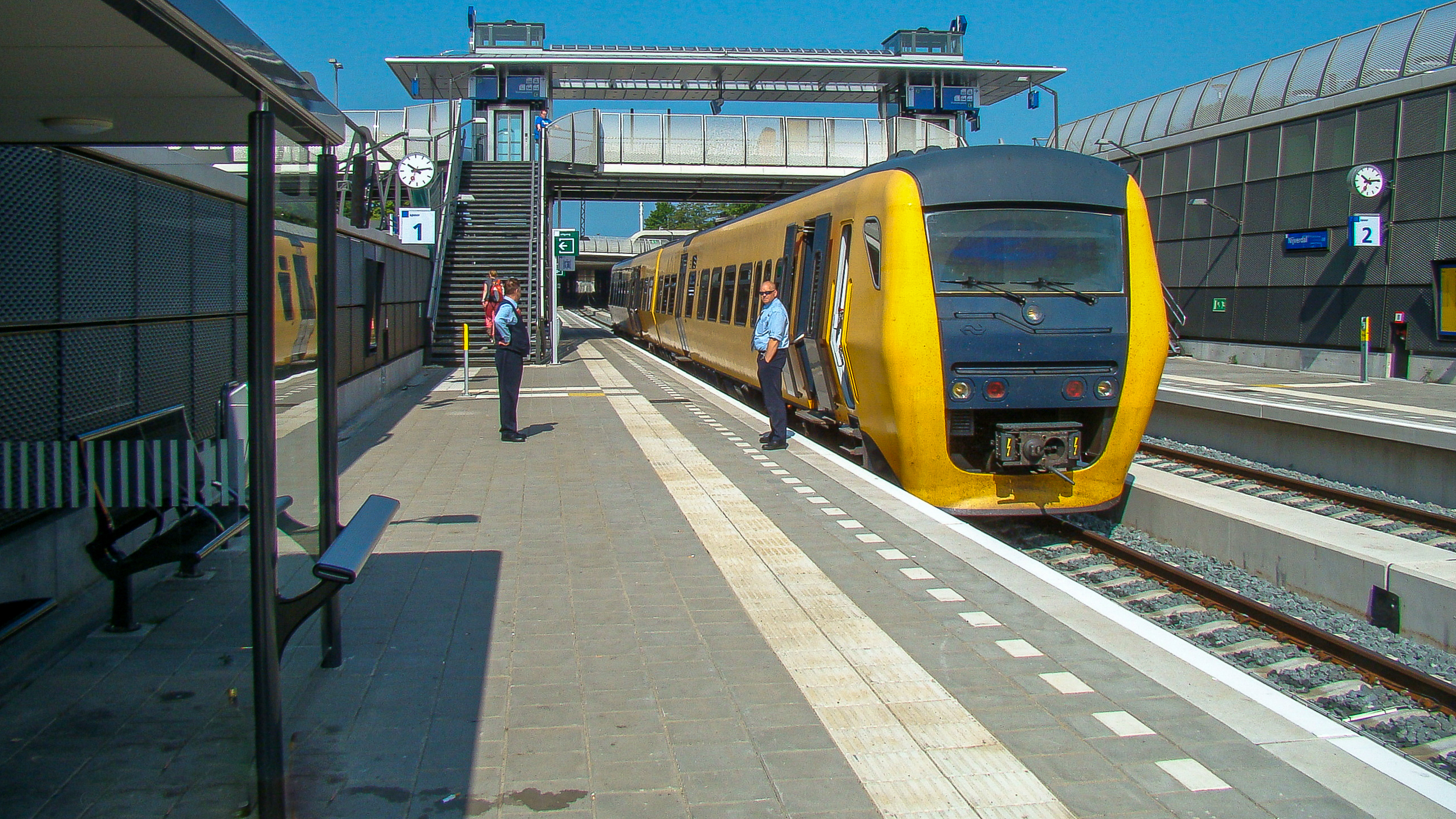
Buffel op het nieuwe station
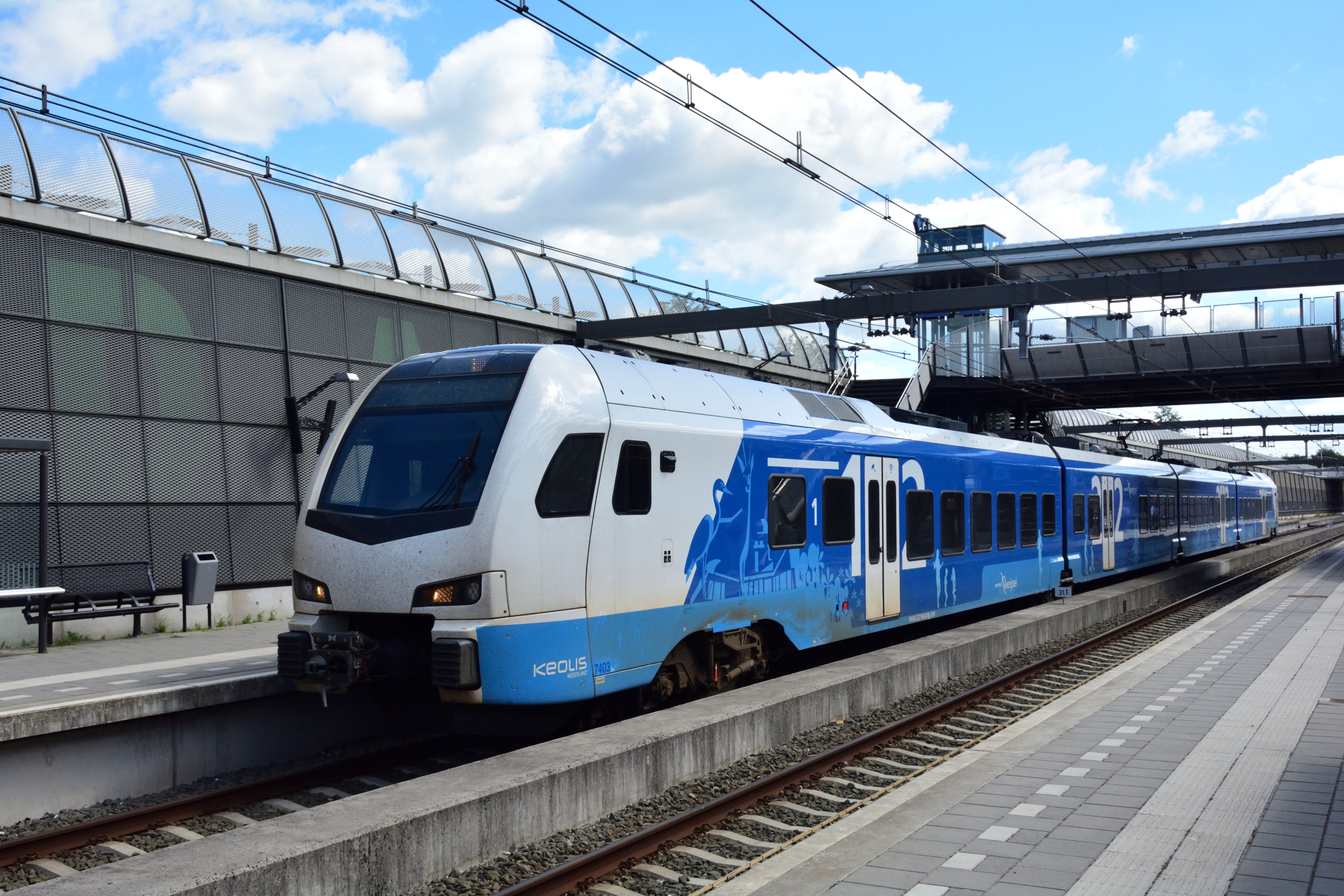
Keolis FLIRT op het nieuwe station
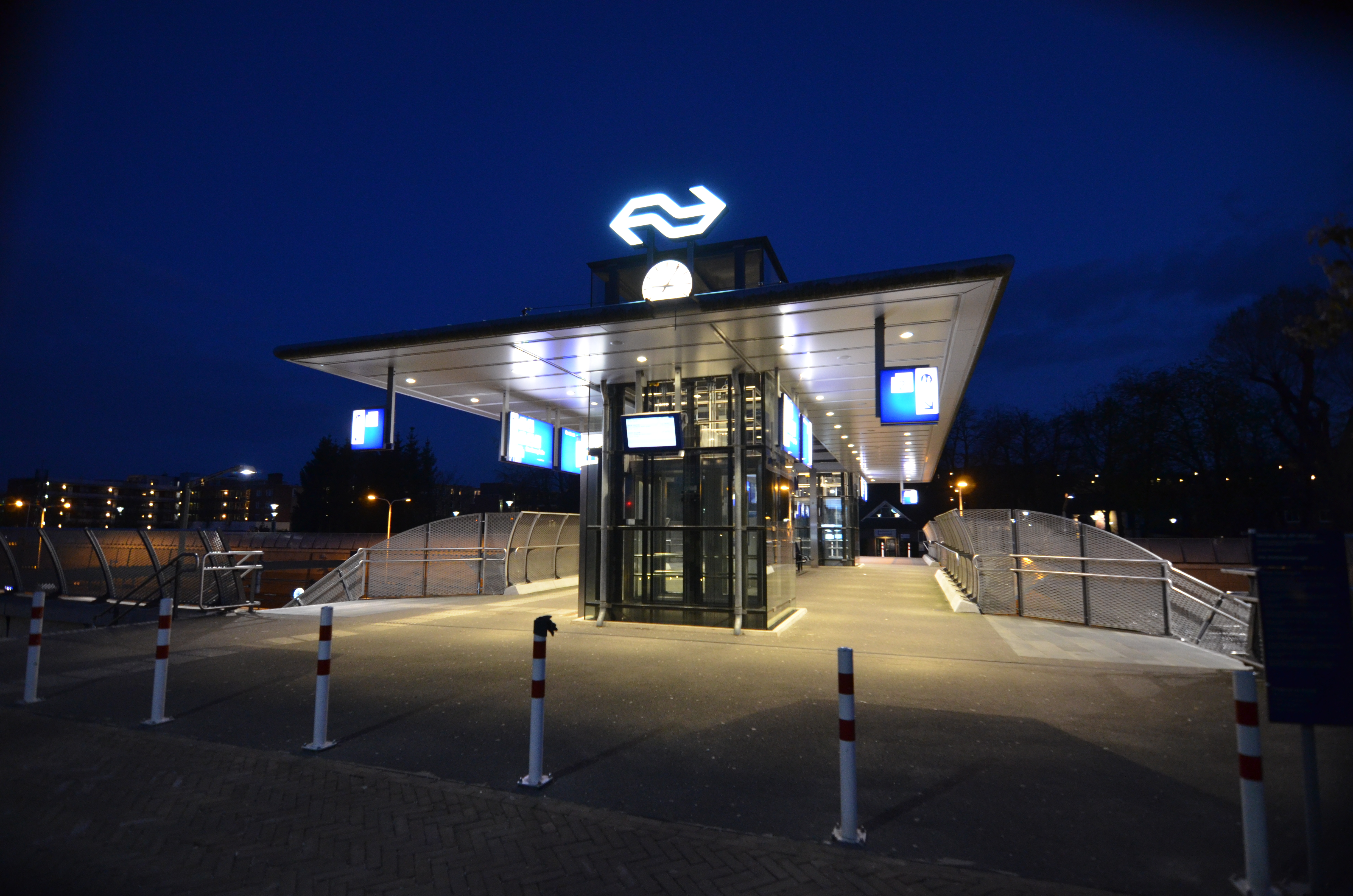
Ingang van het station bij nacht

## Dienstregeling trein
De volgende treinseries stoppen te Nijverdal:
| Serie       | Treinsoort         | Route                                            | Bijzonderheden                                                           |
| ----------- | ------------------ | ------------------------------------------------ | ------------------------------------------------------------------------ |
| 7900 RS 23  | Sprinter (Keolis)  | Zwolle – Nijverdal – Almelo – Hengelo – Enschede | Onderdeel van Blauwnet                                                   |
| 17900 IC 23 | Intercity (Keolis) | Zwolle – Nijverdal – Almelo – Hengelo – Enschede | Onderdeel van Blauwnet. Rijdt alleen op werkdagen overdag en 1x per uur. |